# Allogamus starmarchi
Allogamus starmarchi is een schietmot uit de familie Limnephilidae. De soort komt voor in het Palearctisch gebied, in Polen en Slowakije.
De wetenschappelijke naam verwijst naar de hydrobioloog Karol Starmach, er lijkt daarom sprake van een spelfout. In sommige bronnen wordt dan ook de naam A. starmachi gebruikt.